# Powell (Arizona)
Powell era una stazione ferroviaria e insediamento della contea di Mohave, in Arizona, esistito dal 1883 al 1890, attualmente designato come centro abitato (populated place) dall'USGS.

## Storia
Powell era una stazione sulla Atlantic and Pacific Railroad, nel punto in cui la ferrovia iniziava ad attraversare la parte bassa della Mohave Valley fino al ponte sul fiume Colorado situato alla stazione di Eastbridge, Arizona, a sud-est di Needles, California. Aveva un ufficio postale dall'11 ottobre 1883 fino alla sua cessazione, avvenuta il 9 luglio 1886, in favore di Mojave City. Dal 1903 al 1909 Mellen aveva un proprio ufficio postale.
Il ponte sul fiume Colorado, costruito alla stazione di Eastbridge nel 1883, fu portato via dalle alluvioni del fiume nel 1884, 1886 e 1888. Alla fine la ferrovia decise di cambiare il percorso verso sud, da Beal a Mellen, dove dal 1889 al maggio 1890 costruì il Red Rock Bridge, un ponte a sbalzo, su fondamenta di roccia, a differenza dell'altro sul precedente sito. La sezione del percorso in cui la linea cambiava direzione verso il nuovo ponte, la stazione di Powell e il ponte e la stazione di Eastbridge, fu abbandonato nel 1890.

### Il sito oggi
Il sito di Powell si trova sotto le acque del lago Goose a Topock Marsh vicino a dove il resto del vecchio letto ferroviario scende nelle acque della palude.